# Jawula
Jawula (Namensvariante: Ba Kunda) ist eine Ortschaft im westafrikanischen Staat Gambia.
Nach einer Berechnung für das Jahr 2013 leben dort etwa 401 Einwohner, das Ergebnis der letzten veröffentlichten Volkszählung von 1993 betrug 342.

## Geographie
Jawula in der Central River Region, im Distrikt Niamina West, liegt am linken Ufer des Gambia-Flusses. Der Ort liegt rund 4,4 Kilometer nordwestlich von Dalaba an der South Bank Road.